# Mindanao
Mindanao (/mɪndəˈnaʊ/) là đảo lớn thứ hai của Philippines. Mindanao cùng các đảo nhỏ xung quanh nó hình thành nhóm đảo có cùng tên. Mindanao nằm tại miền nam của quần đảo Philippines, theo điều tra nhân khẩu năm 2010 thì đảo chính có hơn 20,2 triệu cư dân, còn toàn nhóm đảo có tổng cộng 25,5 triệu cư dân (2018). Bốn phía đảo giáp với các biển: Sulu (phía Tây), Mindanao (phía Bắc), Philippines (phía Đông) và Celebes (phía Nam).
Theo số liệu vào năm 2015, thành phố Davao là thành phố đông dân nhất trên đảo với hơn 1,6 triệu dân, tiếp đến là thành phố Zamboanga, Cagayan de Oro, General Santos và Iligan. Đa số cư dân Mindanao là tín đồ Cơ Đốc giáo, và khoảng 20% là tín đồ Hồi giáo. Mindanao được phân chia thành sáu vùng: Bán đảo Zamboanga, Bắc Mindanao, Caraga, Davao, Soccsksargen, và Khu tự trị Hồi giáo Mindanao (ARMM). Các dân tộc bản địa của Mindanao gồm người Lumad và người Moro. Mindanao được xem là vựa lương thực lớn của Philippines.
Những năm gần đây, cụ thể khoảng 40 năm gần đây, Đảo Mindanao miền Nam Philippines trở thành một chiến trường cho các phần tử cực đoan khu vực. Nguyên nhân là do xung đột giữa Hồi giáo và Đạo Thiên Chúa.

## Địa lý
Mindanao là đảo lớn thứ nhì của Philippines với diện tích 97.530 km², và là đảo đông dân thứ tám trên thế giới. Đảo có địa hình đồi núi, có núi Apo cao nhất đảo quốc. Mindanao có bốn biển bao quanh: biển Sulu về phía tây, biển Philippines về phía đông, và biển Celebes về phía nam, biển Mindanao nằm ở phía bắc. Trong số các đảo của Philippines, Mindanao có mức độ phát triển địa văn học lớn nhất, với các dãy núi cao, gồ ghề và đứt đoạn; các đỉnh núi lửa hầu như biệt lập; các cao nguyên lượn sóng; các đồng bằng rộng và bằng phẳng. Nhóm đảo Mindanao gồm các quần đảo tại miền nam Philippines, ngoài đảo chính Mindanao thì còn có các đảo như quần đảo Sulu, đảo Camiguin, Dinagat, Siargao và Samal.
Các núi tại Mindanao có thể được nhóm thành mười dãy núi. Tại phần phía đông của đảo, từ mũi Bilas thuộc Surigao del Norte đến mũi San Agustin thuộc Davao Oriental, là một rặng gồm các ngọn núi phức hợp. Phần phía bắc của nó được gọi là dãy núi Diwata, có độ cao lớn và khá gồ ghề, có núi Hilong-Hilong cao 2.012 m. Phần phía nam của rặng này thì rộng hơn và gồ ghề hơn phần phía bắc, có một số đỉnh cao trên 2.600 m tại Davao Oriental và một đỉnh cao đến 2.910 m. Mindanao còn có một rặng núi khác chạy theo chiều bắc-nam, kéo dài từ Talisayan ở phía bắc đến mũi Tinaca tại cực nam đảo. Rặng núi này chạy dọc ranh giới phía tây của các tỉnh Agusan del Norte, Agusan del Sur, và Davao với ít nhất ba đỉnh núi lửa đang hoạt động. Phần giữa và bắc của rặng núi này có các đỉnh cao từ 2.000 m đến 2.600 m.

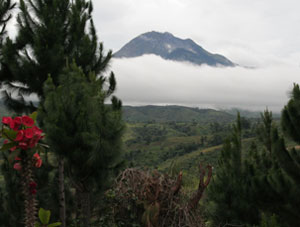
Núi Apo là đỉnh cao nhất tại Philippines

Các khu vực duyên hải phía đông là Davao và Surigao del Sur có một loạt các vùng đất thấp cỡ nhỏ, tách biệt với nhau qua các mũi đất gồ ghề. Ngoài khơi Mindanao có nhiều rạn san hô và các đảo nhỏ. Vùng bờ biển hẻo lánh và khó tiếp cận này càng khó khăn hơn nếu muốn đến từ tháng 10 đến tháng 3 do gió đông bắc gây sóng lớn. Vực sâu Philippines nằm không xa bờ biển phía đông Mindanao, đạt đến độ sâu 10.575 m và là rãnh sâu thứ ba trên bề mặt trái đất.
Phía tây thành phố Davao có hai núi lửa không hoạt động: Núi Talomo cao 2.893 m, và núi Apo cao 2.964 m. Tại Tây Mindanao, một rặng núi gồm các núi có cấu trúc phức tạp hình thành bán đảo Zamboanga kéo dài. Các ngọn núi tại đó chỉ cao đến 1.200 m, không cao như các rặng núi khác trên đảo. Phần cực đông bắc của dãy này có hai đỉnh của núi lửa Malindang đã tắt. Một loạt các núi lửa nằm xung quanh hồ Lanao, tạo thành một cung rộng qua các tỉnh Lanao del Sur, Cotabato và Bukidnon. Núi Ragang là một núi lửa đang hoạt động, có độ cao 2.815 m và nằm cô lập nhất, còn cao nhất là núi Kitanglad với 2.889 m. Tại Nam Cotabato, có một dãy núi lửa khác và nằm song song với bờ biển, một trong các núi nổi tiếng là núi Parker.
Tại các tỉnh Bukidnon và Lanao del Sur có một loạt cao nguyên, chúng khá rộng và hầu hết bao quanh một số núi lửa trong khu vực. Các cao nguyên được hình thành từ dung nham bazan cùng với tro và đá núi lửa. Tại gần rìa các cao nguyên, địa hình bị chia cắt thành các hẻm núi sâu, và tại một số nơi có các thác nước chảy xuống vùng đồng bằng duyên hải hẹp. Các thác nước này có tiềm năng đáng kể về thủy điện, như thác Maria Cristina. Các cao nguyên lượn sóng nằm trên độ cao trung bình 700 m so với mực nước biển, tránh được cái nóng của vùng đất thấp duyên hải.
Hồ Lanao chiếm phần lớn một cao nguyên tại tỉnh Lanao del Sur, đây là hồ lớn nhất Mindanao và lớn thứ hai toàn quốc. Hồ có hình dạng giống tam giác, dài khoảng 29 km và mặt nước cao 780 m trên mực nước biển. Ngoài thác Maria Cristina trên sông Agus, Mindanao còn có thác Jose Abad Santos, là một trong các kỳ quan phong cảnh quốc gia, và có thác Limunsudan là thác cao nhất Philippines.
Mindanao có hai vùng đất thấp lớn có quy mô rộng là thung lũng của sông Agusan tại Agusan và Rio Grande de Mindanao tại thành phố Cotabato. Thung lũng Agusan nằm giữa các dãy núi trung tâm và phía đông của Mindanao, có chiều dài 180 km theo hướng bắc-nam và rộng 32–48 km. Rio Grande de Mindanao và các phụ lưu Catisan và Pulangi tạo nên một thung lũng dài 190 km và rộng từ 19 km tại cửa sông đến khoảng 97 km tại miền trung Cotabato. Các vùng đất thấp có tính chất ven biển nằm tại nhiều nơi trên đảo, trong đó nhiều vùng nhỏ và cô lập dọc theo bờ biển của bán đảo Zamboanga. Tại những nơi khác như đồng bằng Davao, các vùng đất thấp ven biển này có thể dài và rộng đến hàng chục km.

## Lịch sử

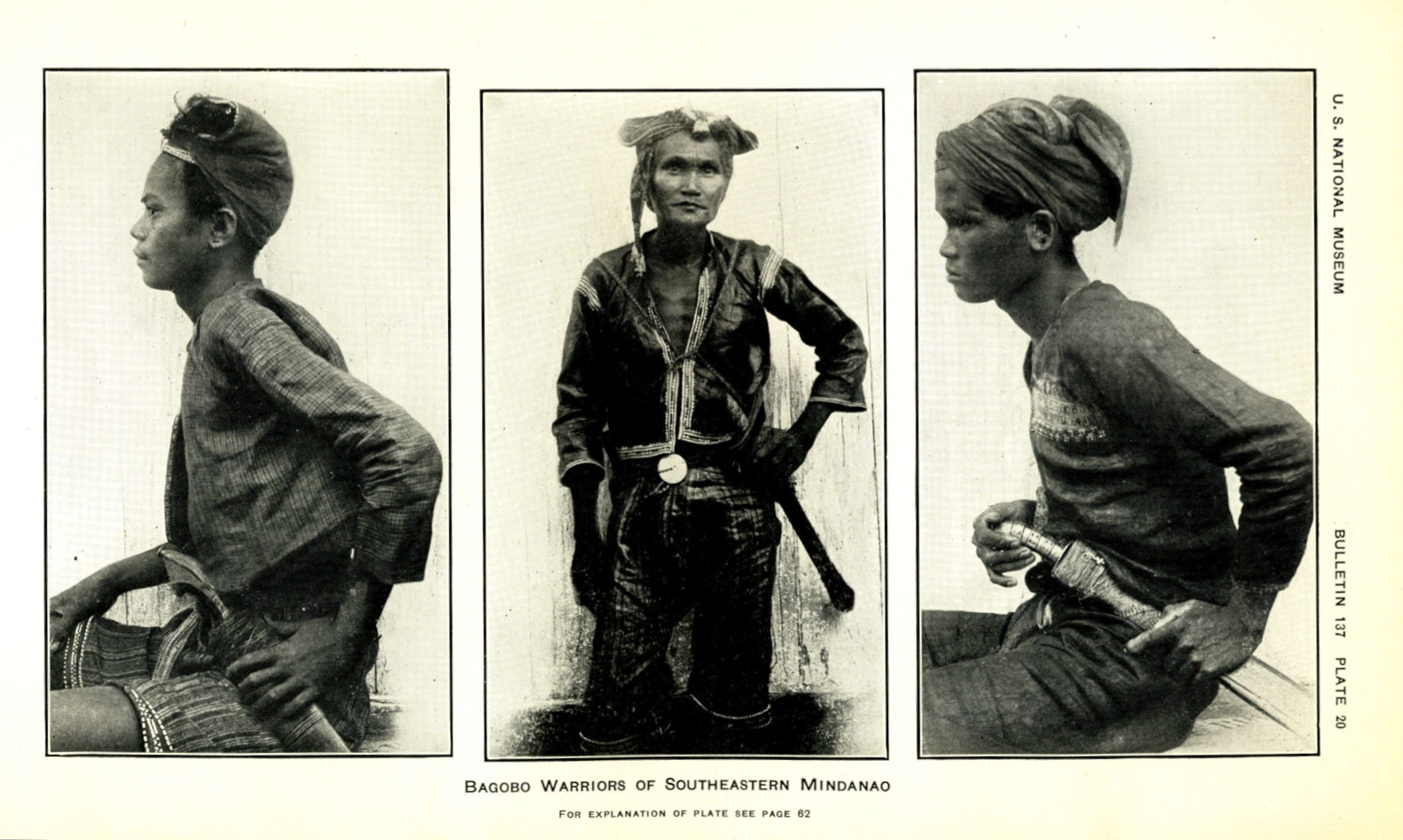
Ảnh chụp các chiến binh Bagobo (Manobo) vào năm 1926.

Tìm thấy được các công cụ bằng đá cổ đại tại tỉnh Zamboanga del Norte, có thể cho thấy một nền văn hoá đồ đá mới. Trong các hang động tìm thấy các bình tuỳ táng, cùng với đồ sứ Trung Hoa và đồ trang sức bằng vàng. Từ khoảng thế kỷ 10, cư dân Mindanao chịu tác động mạnh trước ảnh hưởng và đức tin Ấn Độ giáo-Phật giáo đến từ Indonesia và Malaysia. Các loại chữ viết Ấn Độ hoá như Kawi và Baybayin được đưa đến từ Sulawesi và Java, các phương pháp dệt nhuộm batik và ikat cũng được đưa đến. Bước tiến triển văn hoá Ấn Độ giáo-Phật giáo mạnh mẽ nhất là tại các khu vực duyên hải của đảo, song tại các bộ lạc sống ở xa trong đất liền thì nó được hợp nhất với các đức tin và phong tục thuyết vật linh. Vương quốc Butuan là một quốc gia Ấn Độ giáo hoàn toàn, được ghi nhận trong sử sách Trung Hoa vào thế kỷ 10 với tư cách là nước triều cống, tập trung dọc bờ biển đông bắc của đảo xung quanh Butuan.
Hồi giáo bắt đầu được truyền bá đến Philippines từ thế kỷ 14, hầu hết là bởi các thương gia Hồi giáo đến từ phần phía tây của quần đảo Mã Lai. Thánh đường Hồi giáo đầu tiên tại Philippines được xây dựng vào giữa thế kỷ 14 tại thị trấn Simunul. Khoảng thế kỷ 16, các vương quốc Hồi giáo: Sulu, Lanao và Maguindanao được hình thành từ các vương quốc Ấn Độ giáo-Phật giáo trước đó. Đến khi Hồi giáo có được chỗ đứng tại hầu khắp Mindanao, cư dân bản địa sống trong các vương quốc Hồi giáo phải cải sang Hồi giáo hoặc bị buộc phải cống nạp cho những quân chủ Hồi giáo mới.
Ngày 2 tháng 2 năm 1543, Ruy Lopez de Villalobos là người Tây Ban Nha đầu tiên đến Mindanao, ông gọi đảo là "Caesarea Caroli" theo Karl V của Thánh chế La Mã (Carlos I của Tây Ban Nha). Không lâu sau khi thuộc địa hoá Cebu, người Tây Ban Nha tiến hành thuộc địa hoá Butuan và khu vực Caraga xung quanh tại phần đông bắc của Mindanao và phát hiện người Hồi giáo hiện diện đáng kể trên đảo. Theo thời gian, nhiều bộ lạc tại Mindanao cải sang Công giáo La Mã và xây dựng các khu dân cư và thành trì khắp các khu vực duyên hải trên đảo. Các khu dân cư này tồn tại trước các cuộc tấn công từ những vương quốc Hồi giáo lân cận. Khu định cư kiên cố nhất trong số đó là thành phố Zamboanga. Đến cuối thế kỷ 18, Tây Ban Nha chi phối khắp đảo, lập các khu định cư và thành trì trên hầu khắp Mindanao, họ tiếp tục giao tranh với các vương quốc Hồi giáo cho đến cuối thế kỷ 19.
Theo Hiệp định Paris năm 1898, Hoa Kỳ tiếp quản Philippines từ Tây Ban Nha, sau đó Hoa Kỳ ký các văn kiện phân chia rõ ràng ranh giới giữa nhóm đảo Mindanao với Borneo. Năm 1939, chính phủ Philippines khuyến khích cư dân từ Luzon và Visayas di cư đến Mindanao, hầu hết là người Ilocano, Cebuano và Illongo.
Trong Chiến tranh thế giới thứ hai, nhiều thành thị tại Mindanao bị phá huỷ hoàn toàn, đáng chú ý nhất là thành phố Davao, thành phố Zamboanga, Lanao, Cagayan de Oro, Iligan và Butuan. Trong các tháng 4-5 năm 1942, Nhật Bản đánh bại binh sĩ Hoa Kỳ trên đảo trong một trận đánh bắt đầu tại Malabang. Các binh sĩ Philippines và du kích địa phương tích cực chống lại Nhật Bản cho đến khi đảo được giải phóng trong trận Mindanao. Các vụ xung đột bạo lực tại phần tây nam của Mindanao bắt đầu từ thập niên 1960, dẫn tới việc thành lập Mặt trận Giải phóng Dân tộc Moro (MILF), và việc thành lập Ilaga.

## Nhân khẩu
Một cuộc điều tra nhân khẩu do Hoa Kỳ tiến hành vào đầu thập niên 1900 ghi nhận rằng cư dân trên đảo "phân chia cao độ về nguồn gốc, tính khí và tôn giáo". Bằng chứng về tính đa dạng văn hóa trên đảo có thể nhận thấy trong các toà nhà và tàn tích của các khu định cư Tây Ban Nha, hay di chỉ các vương quốc cổ.
Hiện nay 25,8% hộ gia đình tại Mindanao tự phân loại là người Cebu. Các dân tộc khác gồm có Bisaya/Binisaya (18,4%), Hiligaynon/Ilonggo (8,2%), Maguindanaon (5,5%), và Maranao (5,4%). 36,6% còn lại thuộc các dân tộc khác. Người Cebu chiếm tỷ lệ cao nhất tại các vùng Bắc Mindanao và Davao với lần lượt là 35,59% và 37,76%. Tại SOCCSKSARGEN, nhóm đông đảo nhất là Hiligaynon/Ilonggo (31,58%), Binisaya/Bisaya (33,10%) tại Bán đảo Zamboanga, Maranao (26,40%) tại ARMM, và Surigaonon (25,67%) tại Caraga.
Tiếng Cebu (còn gọi là Bisayà) là ngôn ngữ được nói phổ biến nhất tại Mindanao. Hiligaynon/Ilonggo được nói phổ biến tại SOCCSKSARGEN và một vài khu vực rải rác trong khu vực. Tiếng Anh và tiếng Tagalog cũng được hiểu và nói phổ biến trong cộng đồng, trong đó tiếng Anh được dùng nhiều trong kinh doanh và hàn lâm. Chavacano là một dạng tiếng lai Tây Ban Nha, được nói phổ biến tại các phần phía tây và phía nam của Mindanao. Zamboangueño là một trong sáu phương ngữ của tiếng Chavacano, là ngôn ngữ của một nhóm dân tộc-ngôn ngữ riêng biệt là người Zamboangueño.
Cơ Đốc giáo là tôn giáo chiếm ưu thế tại Mindanao, chiếm 60,9% số hộ gia đình, đa số họ là tín đồ Công giáo La Mã. Hồi giáo chiếm 20,44%, các giáo phái khác là Phúc Âm (5,34%), Aglipayan (2,16%), Iglesia ni Cristo (1,66%)

## Vùng hành chính
Mindanao gồm có 6 vùng hành chính, 22 tỉnh, và 30 thành phố (27 tỉnh và 33 thành phố nếu tính cả các đảo liên kết).
| Vị trí                                                                       | Vùng (chỉ định)                     | Dân số (2010)    | Diện tích     | Mật độ | Trung tâm vùng | Thành phần- Tỉnh - Thành phố độc lập - ∗ Đảo liên kết                                                        |
| ---------------------------------------------------------------------------- | ----------------------------------- | ---------------- | ------------- | ------ | -------------- | --- |
| Map of the Philippines highlighting the Zamboanga Peninsula                  | Bán đảo Zamboanga (Vùng IX)         | 3.407.353 (3,7%) | 17.056,73 km² | 200    | Pagadian       | 5 - Isabela* - Zamboanga - Zamboanga del Norte - Zamboanga del Sur - Zamboanga Sibugay                       |
| Map of the Philippines highlighting Northern Mindanao                        | Bắc Mindanao (Vùng X)               | 4.297.323 (4,7%) | 20.496,02 km² | 210    | Cagayan de Oro | 7 - Bukidnon - Cagayan de Oro - Camiguin* - Iligan - Lanao del Norte - Misamis Occidental - Misamis Oriental |
| Map of the Philippines highlighting Davao Region                             | Davao (Vùng XI)                     | 4.468.563 (4,8%) | 20.357,42 km² | 220    | Davao          | 6 - Compostela Valley - Davao - Davao del Norte - Davao del Sur - Davao Oriental - Davao Occidental          |
| Map of the Philippines highlighting Soccsksargen                             | Soccsksargen (Vùng XII)             | 4109571 (4,5%)   | 22.513,30 km² | 180    | Koronadal      | 6 - Cotabato (Bắc) - TP Cotabato - General Santos - Sarangani - Nam Cotabato - Sultan Kudarat                |
| Map of the Philippines highlighting the Caraga Region                        | Caraga (Vùng XIII)                  | 2.429.224 (2,6%) | 21.478,35 km² | 110    | Butuan         | 6 - Agusan del Norte - Agusan del Sur - Butuan - Quần đảo Dinagat* - Surigao del Norte - Surigao del Sur     |
| Map of the Philippines highlighting the Autonomous Region in Muslim Mindanao | Khu tự trị Hồi giáo Mindanao (ARMM) | 3.256.140 (3,5%) | 12.535,79 km² | 260    | TP Cotabato    | 5 - Basilan* (trừ TP Isabela) - Lanao del Sur - Maguindanao - Sulu* - Tawi-Tawi*                             |
| Vùng                                                                         | Vùng                                | Dân số 2010      | Diện tích     | Mật độ | Trung tâm vùng | Thành phần                                                                                                   |
| 1. 2. 3. 4. 5. 6.                                                            |                                     |                  |               |        |                | |